# Haquinus Nicolai Humble
Haquinus Nicolai Humble, död 1659 i Gränna, var en svensk komminister, riksdagsman och kyrkoherde i Gränna församling.

## Biografi
Haquinus Nicolai Humble föddes på Femtinge i Bringetofta socken. Han var son till länsmannen Nils Larsson och Ingrid Nilsdotter. Han blev 1622 komminister i Gränna församling. 1643 blev han kyrkoherde i församlingen och tillträdde 2 juni 1643. Humble var 1650 riksdagsman. Han avled före 22 april 1659 i Gränna. Efter hans död sattes ett epitafium upp efter honom i Gränna kyrka. Det fanns kvar till 1829.
Humble gifte sig med Anna Jonsdotter. Hon var dotter till kyrkoherden Jonas Magni i Gränna. De fick tillsammans barnen Esaias (död 1684), Petrus, Nicolaus (född 1648), Jacob och Elisabet (född 1635).